# Abraham Broderson
Abraham Broderson, mort en 1410 est un gentilhomme suédois.

## Biographie
Il fut aimé de la princesse Marguerite Ire de Danemark, fille de Valdemar IV de Danemark et contribua puissamment à faire placer à la tête de cette princesse les trois couronnes du nord (1397). Marguerite le combla d'honneurs. Éric de Poméranie, neveu de cette reine, et désigné pour lui succéder, jaloux de la faveur dont jouissait Broderson, le fit arrêter et décapiter en 1410 au château de Sonderbourg.